# Islamophobie en Pologne

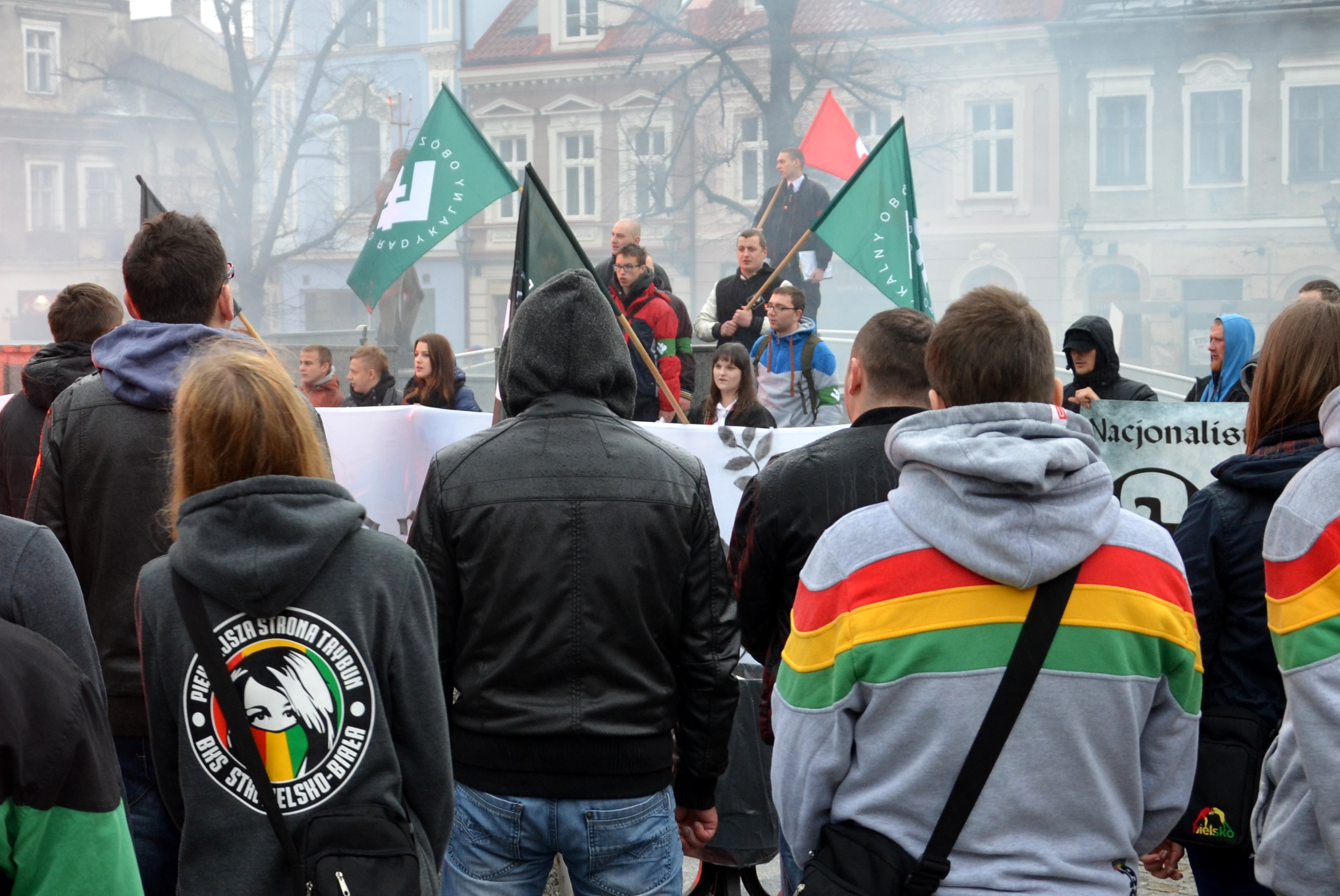
Un parti d'extrême-droite lors d'un rassemblement anti-musulmans

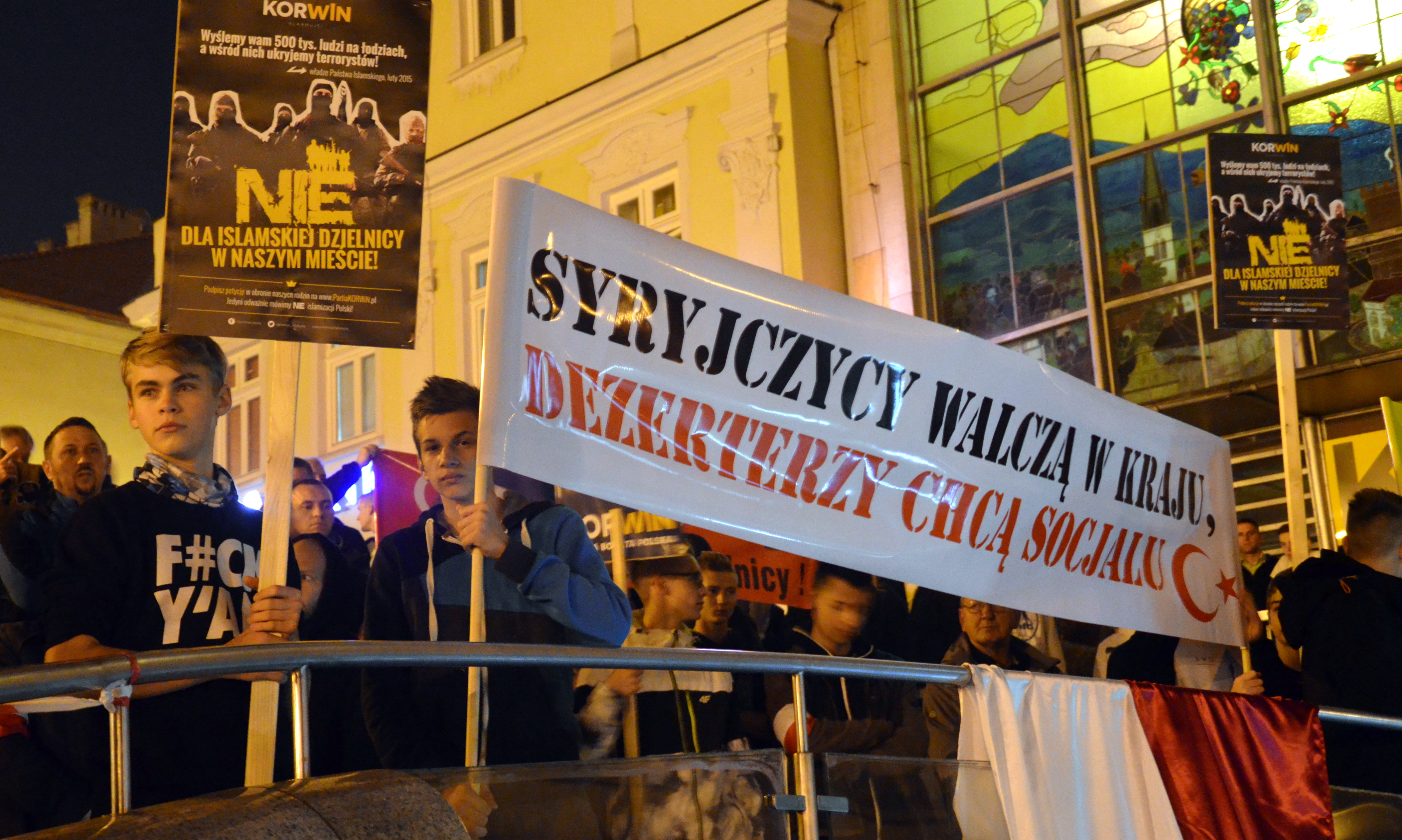
Une manifestation polonaise contre l'Islam

Comme les Musulmans de Pologne ne sont que 0.1 % de la population, la situation a été décrite comme de l'"Islamophobie sans Musulmans",.

## Sondages
En 2011, 47 % des Polonais pensaient que "trop de Musulmans vivaient en Pologne", et 62 % pensaient que "l'Islam était une religion intolérante", le plus haut taux des pays étudiés dans ce sondage. Un sondage de 2017 auprès d'élèves d'écoles secondaires montra que la majorité étaient contre l'Islam.

## Crimes
Entre janvier et octobre 2017, 664 crimes anti-Musulmans étaient poursuivis en Pologne, dont seulement 193 menèrent à des charges. Les musulmans étaient le groupe le plus ciblé par ces attaques, et quelque 20 % de tous les crimes de haine étaient dirigés contre des musulmans.

## Mosquées

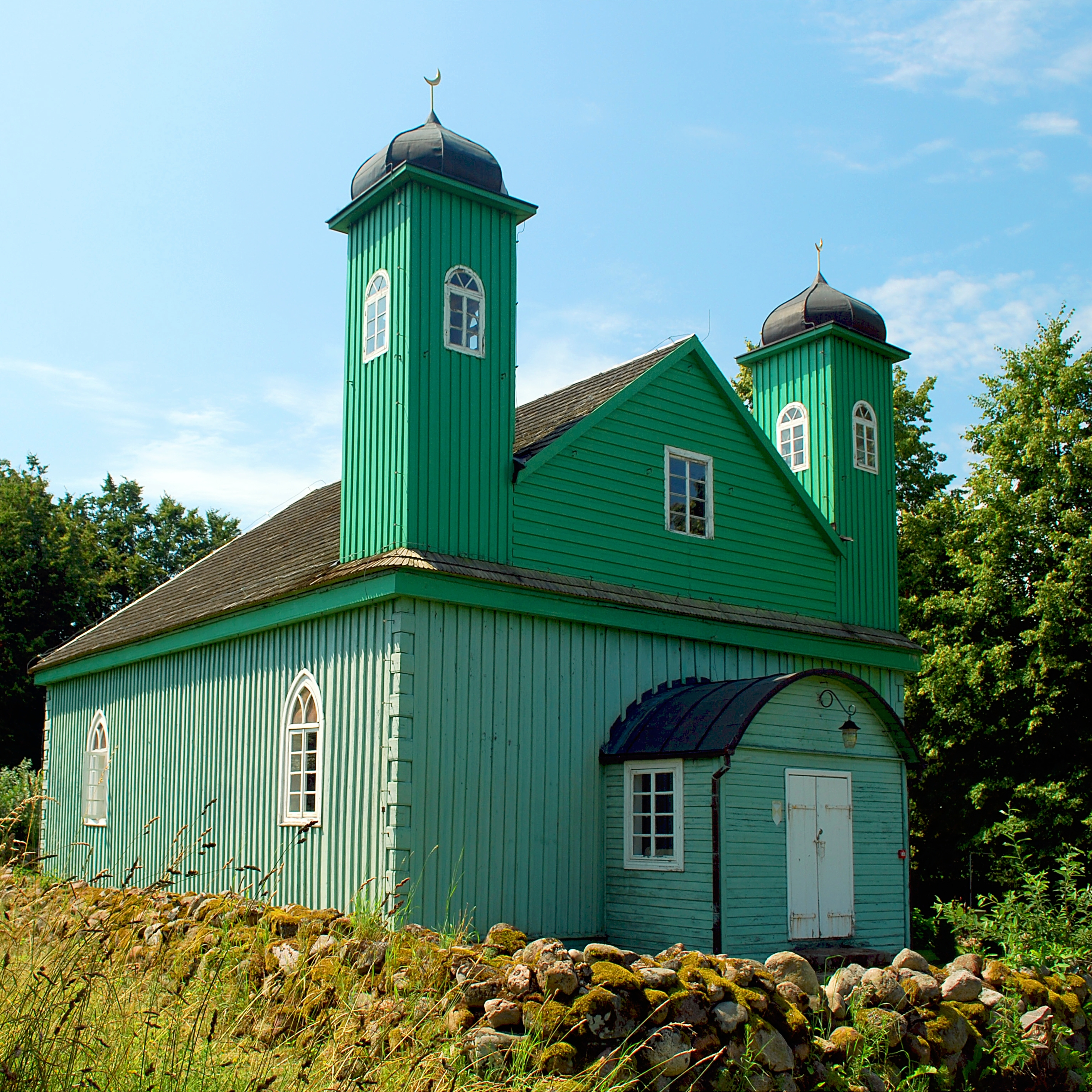
La mosquée Kruszyniany a été visée par une attaque islamophobe en 2014.

En 2010 la Ligue Musulmane de Pologne planifie la première mosquée à Varsovie à Ochota. Un groupe, Europe du futur (en polonais : Europa Przyszłości), organise des manifestations contre sa construction, pour protéger selon eux les valeurs européennes de liberté d'expression, de sécularisme, de démocratie et de droits des femmes,.
En 2012, la communauté Ahmadiyya voulut construire une mosquée à Włochy. Europe du futur déclara qu'ils ne manifesteraient pas. Mais les conseillers locaux s'opposèrent et le voisinage signa une pétition. Le conseil local remit le plan en 2013,.